# Wynton Marsalis
Wynton Learson Marsalis (New Orleans, Louisiana, 1961. október 18. –) többszörös Grammy-díjas amerikai trombitás és zeneszerző.
1961. október 18.-án született New Orleansban. Napjaink egyik kiemelkedő dzsessz és komolyzenei előadója, a New York-i Jazz at Lincoln Center művészeti központ zenei igazgatója.

## Életpályája
Öt fiútestvére közül Branford, Delfeayo és Jason is zenészek. Wynton nyolcévesen egy helyi baptista templomban adott elő trombitával tradicionális számokat. Tizennégy évesen meghívták a New Orleans Philharmonic zenekarba, nem sokkal később a New Orleans Symphony Brass Quintetnek és a helyi koncertzenekarnak is tagja lett, hétvégente pedig a Creators jazz-zenekarban kapcsolódott ki. 1978-ban New Yorkba költözött, hogy a Juilliard Zeneművészeti Iskolában tanuljon, és hamarosan itt is magára irányította a figyelmet. 1980-ban belépett Art Blakey Jazz Messengersébe, és megújulást hozott a legendás együttesnek. A következő évben Herbie Hancockkal turnézott az Egyesült Államokban és Japánban, felléptek a Newport Jazz Festivalon is. Tíz éven át évi 120 koncerten vett részt zenekarával, emellett szerepelt többek között Sarah Vaughan, Dizzy Gillespie és Sonny Rollins mellett. 1982-ben vette fel első komolyzenei albumát (Trumpet Concertos), amellyel egyből a legkiválóbb klasszikuszenei előadók közé emelkedett.
Eleinte Freddie Hubbard volt a példaképe, de mikor már saját zenekara volt, inkább Miles Daviséhez hasonló hangszínen játszott, ráadásul igen virtuózan. A kritikusok biztosítottnak látták személyében a jazz jövőjét, és valamelyest túlértékelték Marsalis szerepét. Hamarosan fény derült arra a nézetére, hogy az 1965. utáni avant garde stílusirányzatot és a fúziós zenét nem tartja a jazz részének, csak érdektelen vadhajtásként tekint rájuk. Ez sokakban visszatetszést váltott ki, és megosztotta a jazzrajongókat, egyesek Miles Davis-imitátornak is nevezték, ők viszont figyelmen kívül hagyták, hogy Marsalis hangszíne és elképzelései még változásban voltak. Az 1990-es Tune in Tomorrow albumon hallható addigra kialakult, egyedi hangja. Ekkoriban sokat fejlődött zeneszerzőként (Duke Ellington hatott rá jelentősebben), és szeptetje megfelelő megnyilvánulási terepnek bizonyult hangszereléseihez. A 90-es évek során Marsalis jelentősége – mint trombitás, vezető, zeneszerző – egyre nőtt. 1997-ben ő lett az első jazz-zenész, aki a zenei Pulitzer-díjat elnyerte, Blood on the Fields című oratóriumáért. Tanári tevékenysége nemzetközileg is elismert, több egyetemtől is díszdoktori címet kapott. 2004-től a New York-i Jazz at Lincoln Center művészeti központ zenei igazgatója.

## Díjai, elismerései

### Grammy-díjak
- 1983: Legjobb Komolyzenei Előadás, Szólista (Best Classical Performance - Instrumental Soloist Or Soloists (With Orchestra)), Haydn: Trumpet Concerto In E Flat/L. Mozart: Trumpet Concerto In D/Hummel: Trumpet Concerto In E Flat
- 1983: Jazz Legjobb Hangszeres Előadás, Szólista (Best Jazz Instrumental Performance, Soloist), Think Of One
- 1984: Legjobb Komolyzenei Előadás, Szólista (Best Classical Performance - Instrumental Soloist Or Soloists (With Orchestra)), Wynton Marsalis-Edita Gruberova-Handel, Purcell, Etc
- 1984: Jazz Legjobb Hangszeres Előadás, Szólista (Best Jazz Instrumental Performance, Soloist), Hot House Flowers
- 1985: Jazz Legjobb Hangszeres Előadás, Csoport (Best Jazz Instrumental Performance, Group), Black Codes From The Underground
- 1985: Jazz Legjobb Hangszeres Előadás, Szólista (Best Jazz Instrumental Performance, Soloist), Black Codes From The Underground
- 1986: Jazz Legjobb Hangszeres Előadás, Csoport (Best Jazz Instrumental Performance, Group), J Mood
- 1987: Jazz Legjobb Hangszeres Előadás, Csoport (Best Jazz Instrumental Performance, Group), Marsalis Standard Time - Volume I
- 1999: Legjobb Élőszavas Album Gyerekeknek (Best Spoken Word Album For Children), Listen To The Storyteller

### Pulitzer-díj
- 1997: Zenei Pulitzer-díj, Blood on the Fields, oratórium

## Diszkográfia
- 1981 Wynton Marsalis
- 1982 Fathers and Sons
- 1983 Trumpet Concertos (Haydn, Mozart, Hummel)
- 1983 Think of One
- 1984 Haydn: Three Favorite Concertos
- 1984 Baroque Music for Trumpet (Purcell, Handel, Torelli, stb.)
- 1984 Hot House Flowers
- 1985 Black Codes (From the Underground)
- 1985 J Mood
- 1986 Marsalis Standard Time, Vol. I
- 1986 Live at Blues Alley
- 1986 Tomasi: Concerto for Trumpet and Orchestra (Tomasi, Jolivet)
- 1987 Carnaval
- 1989 The Majesty of the Blues
- 1989 Best of Wynton Marsalis
- 1989 Copland/Vaughan Williams/Hindemith - Eastman Wind Ensemble
- 1989 Portrait of Wynton Marsalis
- 1989 Crescent City Christmas Card
- 1989 The Majesty of the Blues
- 1989 Baroque Music for Trumpets
- 1990 Tune In Tomorrow... The Original Soundtrack
- 1990 Standard Time Vol. 3: The Resolution of Romance
- 1991 Thick In The South: Soul Gestures In Southern Blue, Vol. 1
- 1991 Uptown Ruler: Soul Gestures In Southern Blue, Vol. 2
- 1991 Levee Low Moan: Soul Gestures In Southern Blue, Vol. 3
- 1991 Standard Time Vol. 2: Intimacy Calling
- 1992 Concert for Planet Earth Blue Interlude
- 1992 Baroque Duet - Kathleen Battle-lel
- 1992 Citi Movement
- 1993 On the Twentieth Century: Hindemith, Poulenc, Bernstein, Ravel
- 1994 In This House, On This Morning
- 1994 Greatest Hits: Handel
- 1995 Why Toes Tap: Marsalis on Rhythm
- 1995 Listening for Clues: Marsalis on Form
- 1995 Sousa to Satchmo: Marsalis on the Jazz Band
- 1995 Greatest Hits: Baroque
- 1995 Joe Cool's Blues
- 1996 In Gabriel's Garden
- 1997 Liberty!
- 1997 Jump Start and Jazz
- 1997 Blood on the Fields
- 1998 Classic Wynton
- 1998 The Midnight Blues: Standard Time, Vol. 5
- 1999 Reeltime
- 1999 Mr. Jelly Lord: Standard Time, Vol. 6
- 1999 Listen to the Storyteller
- 1999 Sweet Release and Ghost Story: Two More Ballets by Wynton Marsalis
- 1999 Los Elefantes - Arturo Sandovallal
- 1999 At the Octoroon Balls - String Quartet No. 1; A Fiddler's Tale Suite (Haydn)
- 1999 Big Train - The Lincoln Center Jazz Orchestra
- 1999 Marsalis Plays Monk: Standard Time, Vol. 4
- 2000 The London Concert
- 2000 The Marciac Suite
- 2001 Classical Hits,
- 2001 Popular Songs: The Best Of Wynton Marsalis
- 2002 All Rise
- 2002 Trumpet Concertos
- 2002 Classic Kathleen Battle: A Portrait
- 2003 Half Past Autumn Suite
- 2003 Mark O'Connor's Hot Swing Trio: In Full Swing
- 2004 The Magic Hour
- 2004 Unforgivable Blackness: The Rise and Fall of Jack Johnson
- 2005 Live at the House of Tribes
- 2007 From the Plantation to the Penitentiary
- 2008 Standards & Ballads (1983-1999 összeállítás)
- 2008 Two Men With The Blues - Willie Nelsonnal
- 2009   Christmas Jazz Jam
- 2009 He&She
- 2011 Wynton Marsalis & Eric Clapton Play The Blues - Eric Claptonnal[1]